# Assedio di Grave (1586)
L’assedio di Grave del 1586, fu un assedio che si svolse dall'aprile al 7 giugno del 1586 presso Grave (attuali Paesi Bassi) nel corso della guerra degli ottant'anni.

## Antefatto
Grave era una città di piccole dimensioni ma fortemente fortificata ed occupata solo da quattro compagnie di fanteria all'epoca del suo assedio. La sua posizione era ad ogni modo rilevante in quanto partendo dalla piazzaforte della città era possibile invadere il ducato di Gheldria ed era inoltre un ottimo punto da cui controllare il corso della Mosa. All'interno della città di Greve, la popolazione era già stata allertata di un possibile arrivo di un esercito spagnolo. Il comandante delle forze locali, Lubbert Torck, ad esempio, aveva emesso già dal 16 febbraio un ordine di coprifuoco dopo le 21:00.

## I primi scontri
Il principe Farnese, governatore generale e comandante supremo dell'esercito spagnolo nei Paesi Bassi, aveva compreso appieno l'importanza di conquistare la città di Grave ed aveva già dato ordini a Karl von Mansfeld nel gennaio di quell'anno di porre la città sotto assedio. Dall'altra parte della Mosa, erano state erette cinque o sei ridotte e un ponte navale che fungeva da collegamento con l'accampamento militare. I bastioni furono occupati da 1500 soldati, e lo stesso Mansfeld si accampò con il resto dei suoi 5000 soldati a mezzo miglio di distanza. Iniziarono delle piccole schermaglie tra i due eserciti, ma le truppe guidate da Maarten Schenk non furono in grado di far retrocedere gli spagnoli. All'interno della città, alcuni ufficiali e soldati della guarnigione, in mancanza di una paga, erano entrati in contatto segreto con la controparte spagnola sperando di disertare in sicurezza, consegnando col tradimento la città. Poco dopo, ad ogni modo, questi piani vennero scoperti ed i colpevoli vennero severamente puniti, uno con la morte. Quotidianamente, intanto, gli spagnoli attaccavano la città di Grave. Un mese dopo, in città era scoppiata una carestia per l'assenza di cibo.

## La battaglia della tempesta

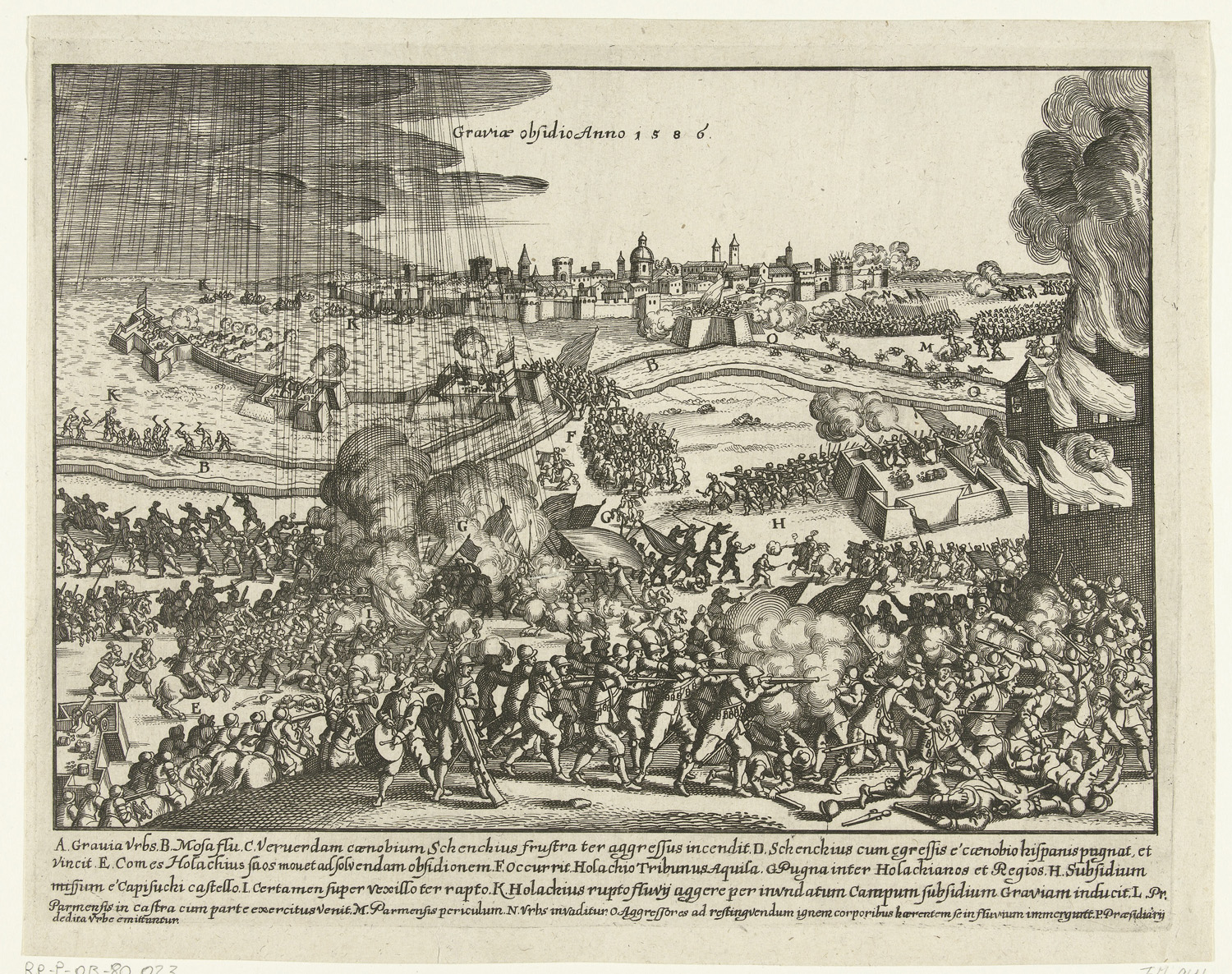
La battaglia della tempesta in un'incisione d'epoca di Michelangelo Cerquozzi. (Collezione del Rijksmuseum di Amsterdam)

Il generale di Hohenlohe si portò a Grave con 3000 uomini il 9 aprile e nel frattempo poté rinforzare la città con viveri e munizioni, occupando le fortificazioni di Molenschans, difese dai contadini locali, i quali vennero tutti impiccati per aver pubblicamente deriso la regina Elisabetta I d'Inghilterra con grande soddisfazione del conte di Leicester. Il conte di Hohenlohe tornò in città una seconda volta con altri rifornimenti insieme all'inglese Norreys, conquistando alcune ridotte esterne alla città. Al castello di Batenburg, gli olandesi trovarono una forte opposizione, ma le antiche mura del fortilizio non si presentavano in ottime condizioni e quando aprirono il fuoco con l'artiglieria, il muro di cinta esterno crollò integralmente e gli spagnoli dovettero arrendersi.
Il conte di Mansfeld ordinò quindi ai suoi soldati di assaltare i nemici nella notte tra il 15 ed il 16 aprile. Per ben due volte gli spagnoli vennero respinti, ma la terza ebbe successo. I difensori fuggirono, inseguiti dall'esercito spagnolo, incontrando però sul percorso degli alleati di rinforzo e si ebbe un ulteriore scontro, coi ruoli invertiti questa volta. Nel momento in cui le forze anglo-olandesi decisero però di attaccare gli spagnoli, anche gli spagnoli vennero riforniti da ulteriori rinforzi. Si scontrarono così due eserciti di eguali dimensioni. A peggiorare la situazione scoppiò una forte pioggia accompagnata da vento e dall'innalzamento dell'acqua del Maas. Gli eserciti si diedero battaglia per un'ora e mezza, mentre la tempesta aumentava sino alla forza di un uragano, fatto che ovviamente determinò la fine dello scontro. Gli spagnoli si ritirarono. Le perdite si attestarono sui 150 uomini per gli anglo-olandesi e circa 400 per gli spagnoli. Gli spagnoli persero tra le loro file anche due capitani e sette tenenti, ma riuscirono a conquistare al nemico un cannone. Norreys venne colpito al petto da una lancia, sir Johan Borowes perse un dito. Il conte di Hohenlohe ordinò di rompere una diga presso Ravenstein, facendo in modo che il livello dell'acqua nel terreno circostante intorno a Grave aumentasse a tal punto da consentirgli di usare delle imbarcazioni per rifornire la città di provviste e generi alimentari necessari ai militari, lasciando anche una guarnigione di cinquecento uomini ulteriori perché sapeva che dove aveva fallito il conte di Mansfeld, il principe Farnese avrebbe presto preso altri provvedimenti.

## I festeggiamenti degli olandesi

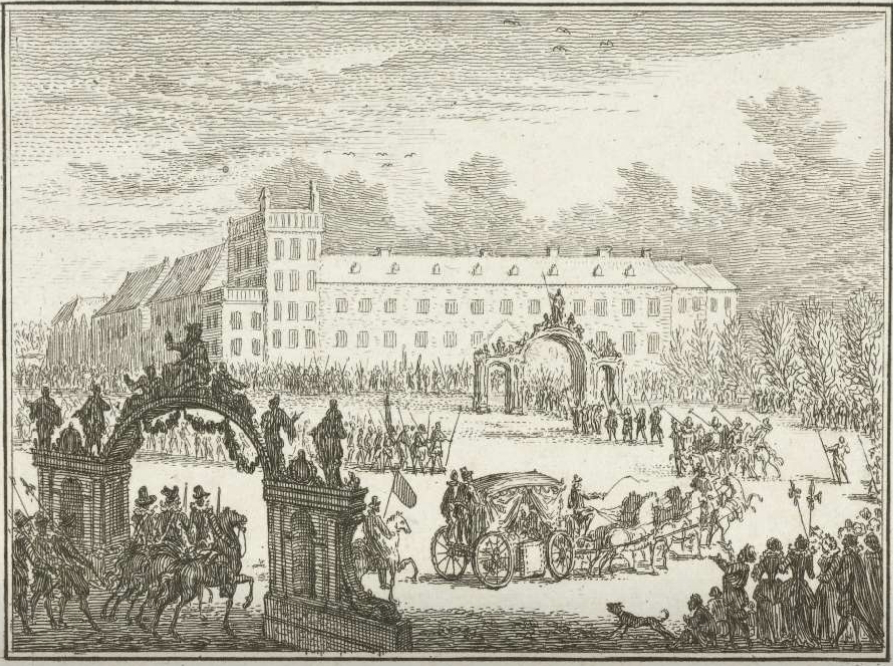
Il corteo d'arrivo del conte di Leicester a L'Aia.

Il conte di Leicester venne elogiato grandemente per il risultato conseguito nella battaglia vinta contro l'esercito spagnolo, anche se gran parte del merito delle operazioni sarebbe dovuto andare al conte di Hohenlohe che aveva coordinato le truppe e preso decisioni importanti per la riuscita dell'operazione. Per celebrare la vittoria conseguita, il conte di Leicester colse l'occasione dell'avvicinarsi della festa di San Giorgio il 23 aprile per organizzare dei festeggiamenti presso la città di Utrecht e ottenere ulteriori elogi.
Per questo scopo, egli si portò vittoriosamente da L'Aia ad Utrecht: lungo il percorso, in occasione del suo arrivo, venivano predisposte piccole scenette teatrali, archi d'onore e gli venivano offerti lauti pranzi. Ad Amsterdam la sua figura venne paragonata a quella di Sansone in lotta contro i Filistei. Al suo arrivo a Utrecht, venne letteralmente osannato: tutti i ponti e le navi vennero decorate con fiori, mentre i balconi erano adorni di nastri e striscioni. Sulla strada che conduceva alla cattedrale cittadina, vi erano due ali di arcieri con rose rosse legate alle braccia. Tra i partecipanti a questi festeggiamenti vi erano Maurizio d'Orange, l'intero consiglio di stato, il pretendente al trono portoghese, Agnese di Mansfeld, il principe di Chimay, le figlie di Guglielmo d'Orange ed altri nobili personaggi.

## L'arrivo del principe Farnese ed il controassedio degli spagnoli

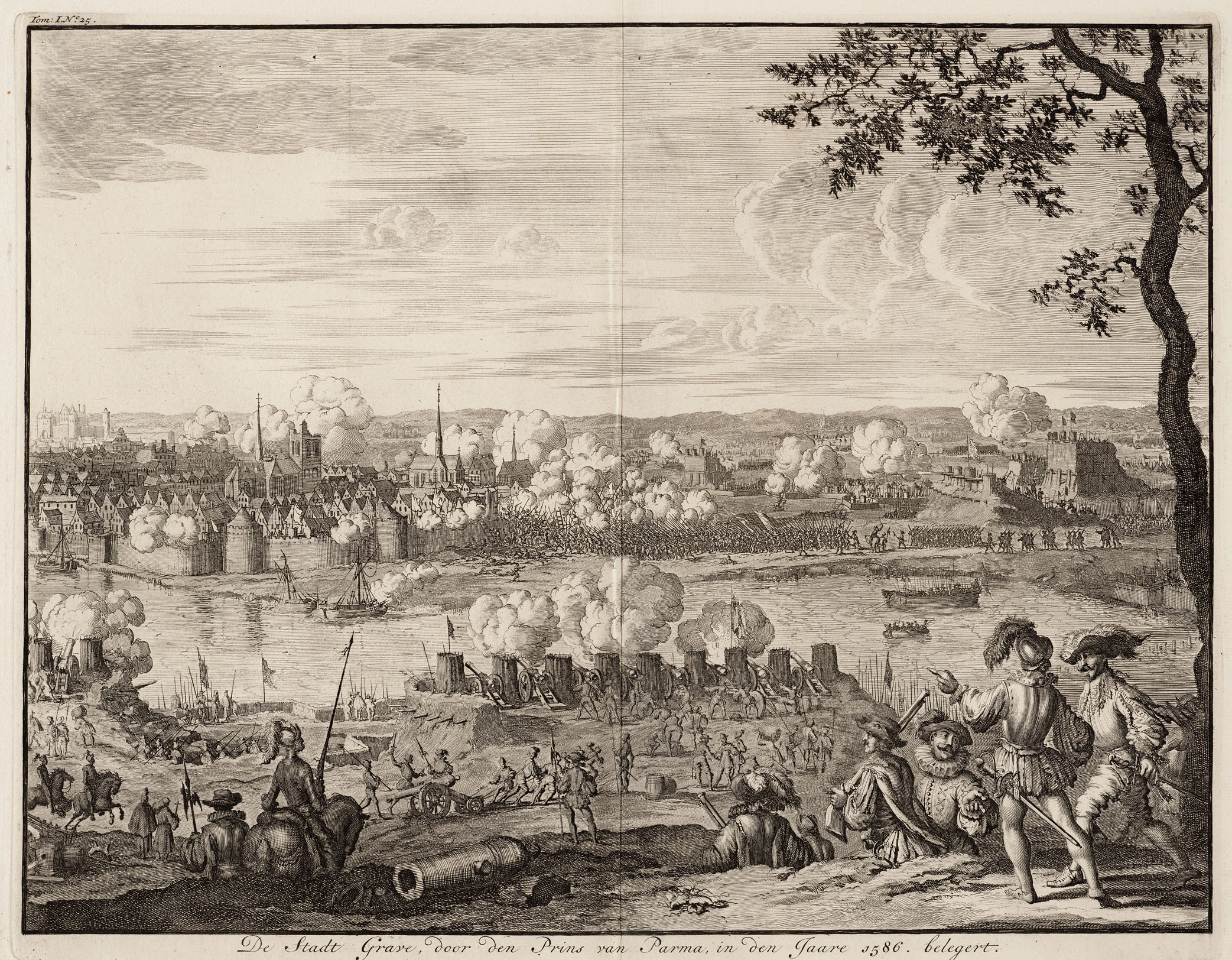
Il controassedio di Grave ad opera del principe Farnese, incisione di Jan Luyken.

Il 12 maggio, il principe Alessandro Farnese si portò personalmente a Grave, dove si riunì col suo esercito di 3000 fanti spagnoli e 5000 altri fanti di diverse nazionalità. Per suo ordine il comandante Haultepenne interruppe l'assedio che stava conducendo e tornò sul campo, rinforzando ulteriormente l'armata degli spagnoli. Il conte di Leicester era ad Arnhem l'8 maggio, e non appena seppe dei movimenti degli spagnoli non pensò però di tornare a Grave, bensì di portarsi a Nimega nel tentativo di ostacolarli. La presenza del principe Farnese fu un toccasana per il morale dei soldati spagnoli che ripresero la carica per assaltare la città che era stata loro strappata poco prima. Dal 5 giugno iniziò un furioso bombardamento della città dalla sponda opposta della Mosa con ventiquattro cannoni e lo sparo di più di duemila colpi. Venne aperta una breccia nelle mura della città e gli spagnoli si preparavano all'assalto. La chiesa, la torre difensiva ed alcune case erano state distrutte dai bombardamenti.
Il 6 giugno il principe Farnese sopravvisse miracolosamente ad un colpo di cannone proveniente dalla città e sparato verso di lui mentre si portava in ricognizione; il colpo andò a colpire il suo cavallo sul retro, facendolo capitombolare a terra. Non appena si fu rialzato, il Farnese ordinò l'attacco ma gli spagnoli vennero respinti da una gragnola di pietre e pece ardente dagli olandesi. Il giorno dopo, a mente fredda, il principe Farnese riorganizzò il suo esercito per un assalto frontale e questo preoccupò non poco le difese di Grave. Lubbert Torck, comandante della guarnigione di Grave era stato posto in questa posizione più per la sua nobile nascita che per la sua esperienza militare e per quanto coraggioso avesse dimostrato di essere quando la città era in posizione favorevole, ora appariva spaventato e questo non giovava certamente alle sue truppe, lasciando così che i suoi capitani lo persuadessero a cedere la città ai nemici, anche a fronte degli scontri sorti tra cittadini e membri della guarnigione locale. Torck si accordò per una resa ma a determinate condizioni.
Il principe Farnese rimase stupito da questa decisione, anche perché i suoi informatori lo avevano avvisato dell'arrivo di un contingente di olandesi in rinforzo alla città, ma si accordò comunque per concedere condizioni favorevoli a Grave. Il 7 giugno la città venne consegnata ufficialmente agli spagnoli e gli olandesi, con gli stendardi, i propri bagagli ed i pieni onori militari lasciarono le mura con un salvacondotto valido sino alla città di Zaltbommel. All'interno della città, il principe Farnese trovò cibo per seimila uomini per un anno ed inoltre dovette riparare ben poco dei bastioni esterni della città dal momento che per vincere aveva appena scalfito le mura.

## Conseguenze
Il conte di Leicester, che stava giungendo sul posto con un esercito di soccorso, aveva perduto del tempo prezioso festeggiando la sua vittoria lungo il percorso ed arrivò tardi sul posto. Se fosse proseguito speditamente, probabilmente sarebbe arrivato in tempo per impedire che gli olandesi cedessero la città agli spagnoli. Quando seppe della notizia, infuriato, si ritirò col suo esercito nell'accampamento a Bommelerwaard. Torck e la guarnigione di Grave si unirono a lui.

### Le esecuzioni
Riuniti con le truppe olandesi, Torck ei suoi ufficiali furono immediatamente presi in custodia e portati a Utrecht. Lì lui ei suoi ufficiali furono processati alla corte marziale il 27 giugno ed il 28 giugno venne condotto al patibolo. Prima di morire, Torck dichiarò in olandese ed in francese di essere innocente dei crimini che gli erano ascritti, ma di essersi lasciato influenzare nella sua decisione dalle sorti dei cittadini che egli vedeva in lacrime di fronte alla possibilità di un attacco degli spagnoli. In realtà la sua sentenza non fu per tradimento, bensì per vigliaccheria e inesperienza militare che lo avevano condotto a rinunciare alla difesa della città con troppa fretta. La sentenza venne eseguita per decapitazione in piedi. I suoi capitani Duvant, Dionys e Koeboeckum dovevano essere impiccati. Dionys, che è stato anch'egli dichiarato colpevole, venne inaspettatamente perdonato dal conte di Leicester, per ragioni ancora oggi non chiare e pertanto venne escluso dalla condanna a morte. Il conte di Hohenlohe era furioso col conte di Leicester in quanto egli aveva evidentemente utilizzato due pesi e due misure: quando il capitano inglese Moore aveva venduto per denaro la città di Aalst ad Alessandro Farnese, non venne giustiziato per tradimento ma anzi assunto come guardia del corpo personale dal conte di Leicester, mentre ora che si trattava di un olandese aveva decretato la pena massima. A queste si assommarono altre accuse ancora più pesanti sul conto del Leicester che alla fine, nel 1587, venne costretto a lasciare i Paesi Bassi.

### La partenza del principe Farnese
Il principe Farnese, nel frattempo, aveva occupato Grave con tre reggimenti spagnoli e uno tedesco. Gli spagnoli migliorarono le difese e fecero della città una delle fortezze più rilevanti di tutti i Paesi Bassi. Il principe richiamò inoltre il proprio esercito al di là del Reno per rafforzare la guarnigione. All'inizio di quell'anno, il conte di Nieuwenaar aveva conquistato la città di Neuss, dove Herman Kloet era stato posto al comando. Ernest di Baviera si era portato dal Farnese sotto mentite spoglie e lo aveva esortato a riprendere la città che, a sua detta, era divenuta rifugio di eretici, banditi e ribelli olandesi. All'inizio di luglio il principe Farnese si trovava davanti a Neuss con un esercito di 8000 fanti e 2000 cavalieri. La battaglia che ne seguì divenne nota col nome di massacro di Neuss. Se fino a quel momento il principe aveva utilizzato una politica militare morbida, di fronte a quell'ennesima recrudescenza di ribellione diede l'ordine di massacrare più di 4000 persone e solo otto furono le case lasciate in piedi in città. Grave rimarrà sotto il dominio spagnolo fino al 18 luglio 1602 quando gli olandesi guidati dal principe Maurizio d'Orange non la riconquistarono.

## La medaglia

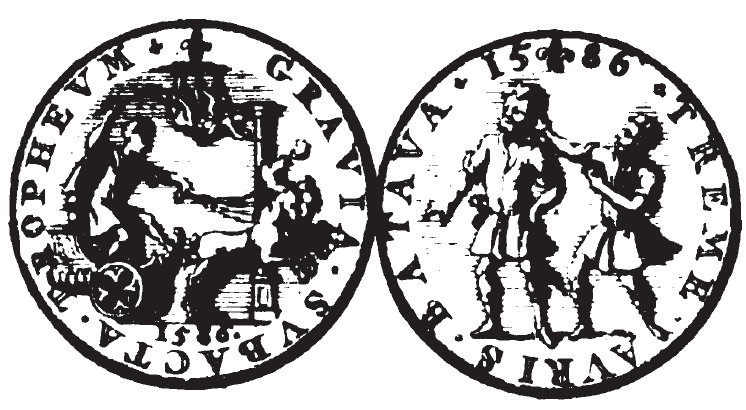
La medaglia commemorativa incisa da Jacob Jonghelinck e riportata nella sua opera dallo storico Gerard van Loon

Dopo la vittoria a Grave venne realizzata per l'occasione una medaglia ricordo che di solito veniva distribuita ad alcuni intimi del comandante, secondo una tradizione giunta dall'Italia. Un anno dopo l'assedio di Grave, venne quindi emessa una medaglia in onore del principe Farnese, raffigurato sul fronte su una macchina della vittoria nell'atto di guidare i suoi cavalli in gran fretta, a simboleggiare la velocità con cui venne conseguita la vittoria dell'assedio di Grave. L'iscrizione sul bordo recita: "GRAVIA SUBACTA TROPHEUM" (Vittoria con la presa di Grave). Sul retro si trova un soldato olandese trainato da uno spagnolo. La scritta sul bordo recita: "TREME AURIS BATAVA".